# Pangramm

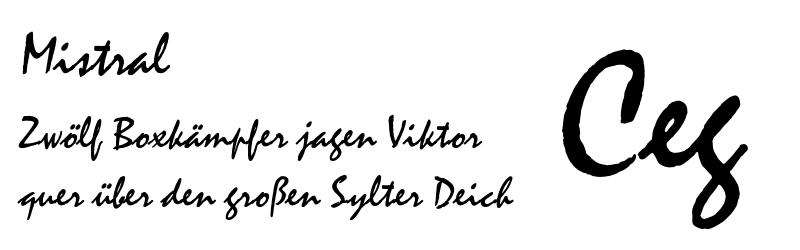
Verwendung eines Pangramms, um das Aussehen einer Schriftart darzustellen

Ein Pangramm (von altgriechisch πᾶν γράμμα pān grámma, deutsch ‚jeder Buchstabe‘) oder holoalphabetischer Satz ist ein Satz, der alle Buchstaben eines gegebenen Alphabets enthält.
Als echt werden Pangramme bezeichnet, in denen jeder Buchstabe genau einmal vorkommt, die also gleichzeitig Isogramme sind. Echte Pangramme mit den 26 lateinischen Buchstaben sind sehr schwer zu erzielen, weil darin nur fünf (oder mit Y sechs) Vokale enthalten sind. Es gibt keine Sprache, für die eines bekannt ist, das nur aus Wörtern des tatsächlichen Sprachgebrauchs ohne Abkürzungen besteht.
Ursprünglich waren Pangramme lediglich eine mathematische Spielerei. Mit dem Aufkommen kodierter Textübertragung im 20. Jahrhundert wurden sie zu einem gebräuchlichen Instrument zum Testen der benutzten Geräte (z. B. Fernschreibverbindungen, Schreibmaschinen, Tastaturen, Schreibautomaten, Druckern). Dabei mussten zu dem im System verwendeten Zeichensatz (z. B. mit/ohne Umlaute, mit/ohne Großbuchstaben) passende Pangramme ausgewählt werden. Moderne digitale Kommunikationssysteme erledigen solche Tests automatisch. Pangramme werden seitdem überwiegend als Blindtext und zur Darstellung von Schriften eingesetzt.
Gewissermaßen ein Gegensatz zum Pangramm sind Leipogramme. Hier geht es darum, einen oder mehrere Buchstaben in einem (längeren) Text überhaupt nicht zu verwenden, möglichst unter Beibehaltung der korrekten Orthografie.

## Sprachbeispiele

### Deutsch
Ein in der deutschen Sprache oft verwendetes Pangramm ist der Satz „Franz jagt im komplett verwahrlosten Taxi quer durch Bayern“, der weder Umlaute noch das Eszett enthält. Ein verbreitetes Pangramm ohne diesen Mangel ist die Phrase „Zwölf Boxkämpfer jagen Viktor quer über den großen Sylter Deich“ (54 Buchstaben).
In einigen Schreibmaschinen-Lernkursen (zum Erlernen des Zehnfingersystems) werden diese Sätze verwendet, ebenso wie der folgende: „Die heiße Zypernsonne quälte Max und Victoria ja böse auf dem Weg bis zur Küste.“
Für den Test von Fernschreibverbindungen war früher der Pangramm-ähnliche Satz „kaufen sie jede woche vier gute bequeme pelze xy 1234567890“ als „Kaufen-Schleife“ im Fernschreibnetz unter einer besonderen Rufnummer abrufbar (Im Fernschreibalphabet gibt es keine Umlaute und kein ß).

#### Echte Pangramme
Die zusätzlichen Vokale Ä, Ö und Ü erleichtern im Deutschen die Konstruktion echter Pangramme mit Sonderbuchstaben, in denen bei 29 Buchstaben (oder 30 mit ß) kein Buchstabe doppelt vorkommt. So wurde 1981 in der DDR das Folgende veröffentlicht:
- Vogt Nyx: „Büß du ja zwölf Qirsch, Kämpe!“ („Qirsch“ ist ein arabisches Wort für Piaster, das allerdings heute nicht mehr im Duden steht).

Später verbreiteten sich im Internet weitere vollständige Pangramme ohne doppelte Buchstaben. Dabei wurden jedoch oft Abkürzungen verwendet, Wörter mit Auslassungszeichen verkürzt oder es fehlte ein ß (wie in der Schweizer Rechtschreibung), oder es mangelte an einer erkennbaren Sinnhaftigkeit des Satzes. Im Jahr 2003 wurde in einer Newsgroup eines veröffentlicht, das nur aus deutschen Wörtern besteht, allerdings nach alter Rechtschreibung:
- „Fix, Schwyz!“, quäkt Jürgen blöd vom Paß. (Schwyz ist ein Schweizer Ort, dessen Mannschaft o. ä. hier angefeuert wird, Paß ein Übergang im Gebirge).

Das erste ohne die bisherigen Schwächen und mit nahezu sinnhaftem Inhalt wurde in diesem Wikipedia-Artikel veröffentlicht:
- Nyx’ Bö drückt Vamps Quiz-Floß jäh weg. (Benjamin Schwenk, 2023)

#### Liste deutscher Pangramme
Pangramme ohne Umlaute und ß:
- Vogel Quax zwickt Johnys Pferd Bim. (29 Buchstaben)
- Sylvia wagt quick den Jux bei Pforzheim. (33 Buchstaben)
- Prall vom Whisky flog Quax den Jet zu Bruch. (35 Buchstaben)
- Jeder wackere Bayer vertilgt bequem zwo Pfund Kalbshaxen. (49 Buchstaben)
- Franz jagt im komplett verwahrlosten Taxi quer durch Bayern. (51 Buchstaben)
- Bei jedem klugen Wort von Sokrates rief Xanthippe zynisch: Quatsch! (56 Buchstaben)
- Stanleys Expeditionszug quer durch Afrika wird von jedermann bewundert. (62 Buchstaben)

Pangramme mit äöü, jedoch ohne ß (Schweizer Rechtschreibung):
- „Üb jodeln, Gör!“, quäkt Schwyz’ Vamp fix. (29 Buchstaben)
- „Ja!“, quäkt Schwyz’ Pöbel fix vor Gmünd. (29 Buchstaben)
- Schwyz’ Vamp quäkt öd: „Fix, lob Jürgen!“ (29 Buchstaben)
- Ob Schwyz’ Vamp dünkt „Fix, quäle Jörg“? (29 Buchstaben)
- Victor jagt zwölf Boxkämpfer quer über den Sylter Deich. (47 Buchstaben)

Pangramme mit äöü und ß:
- Nyx’ Bö drückt Vamps Quiz-Floß jäh weg. (30 Buchstaben)
- Vamp quäkt: Grüß Felix bzw. Jody schön! (30 Buchstaben, mit Abkürzung)
- Max (zwölf) quäkt hypend: „Grüß Jobs, Vic!“ (30 Buchstaben)
- Jörg bäckt quasi zwei Haxenfüße vom Wildpony. (38 Buchstaben)
- Zwölf laxe Typen qualmen verdächtig süße Objekte. (42 Buchstaben)
- Üben von Xylophon und Querflöte ist ja zweckmäßig. (42 Buchstaben)
- Schweißgequält vom öden Text zürnt Typograf Jakob. (43 Buchstaben)
- Typisch fiese Kater würden Vögel bloß zum Jux quälen. (44 Buchstaben)
- Vatis Schoßhund jagt zwölf Boxkämpfer quer über Sylt. (45 Buchstaben)
- Falsches Üben von Xylophonmusik quält jeden größeren Zwerg. (51 Buchstaben)
- Victor jagt zwölf Boxkämpfer quer über den großen Sylter Deich. (53 Buchstaben)
- Polyfon zwitschernd aßen Mäxchens Vögel Rüben, Joghurt und Quark. (55 Buchstaben)
- Vom Ödipuskomplex maßlos gequält, übt Wilfried zyklisches Jodeln. (56 Buchstaben)
- Xaver schreibt für Wikipedia zum Spaß quälend lang über Yoga, Soja und Öko. (61 Buchstaben)
- Die heiße Zypernsonne quälte Max und Victoria ja böse auf dem Weg bis zur Küste. (65 Buchstaben)
- Zornig und gequält rügen jeweils Pontifex und Volk die maßlose bischöfliche Hybris. (71 Buchstaben)
- Ach, bald crashen die Entrechteten furchtlos gemeingefährliche, hoheitliche Institutionen, jagen kriegserfahrene Leutnants mit Nachtsichtgeräten oder parlieren querbeet Russisch, Swahili, Türkisch und Vietnamesisch, während Xanthippe Yamswurzeln züchtet (222 Buchstaben, Wortanfänge in alphabetischer Reihenfolge; Buchtitel von Francis Nenik)

### Englisch

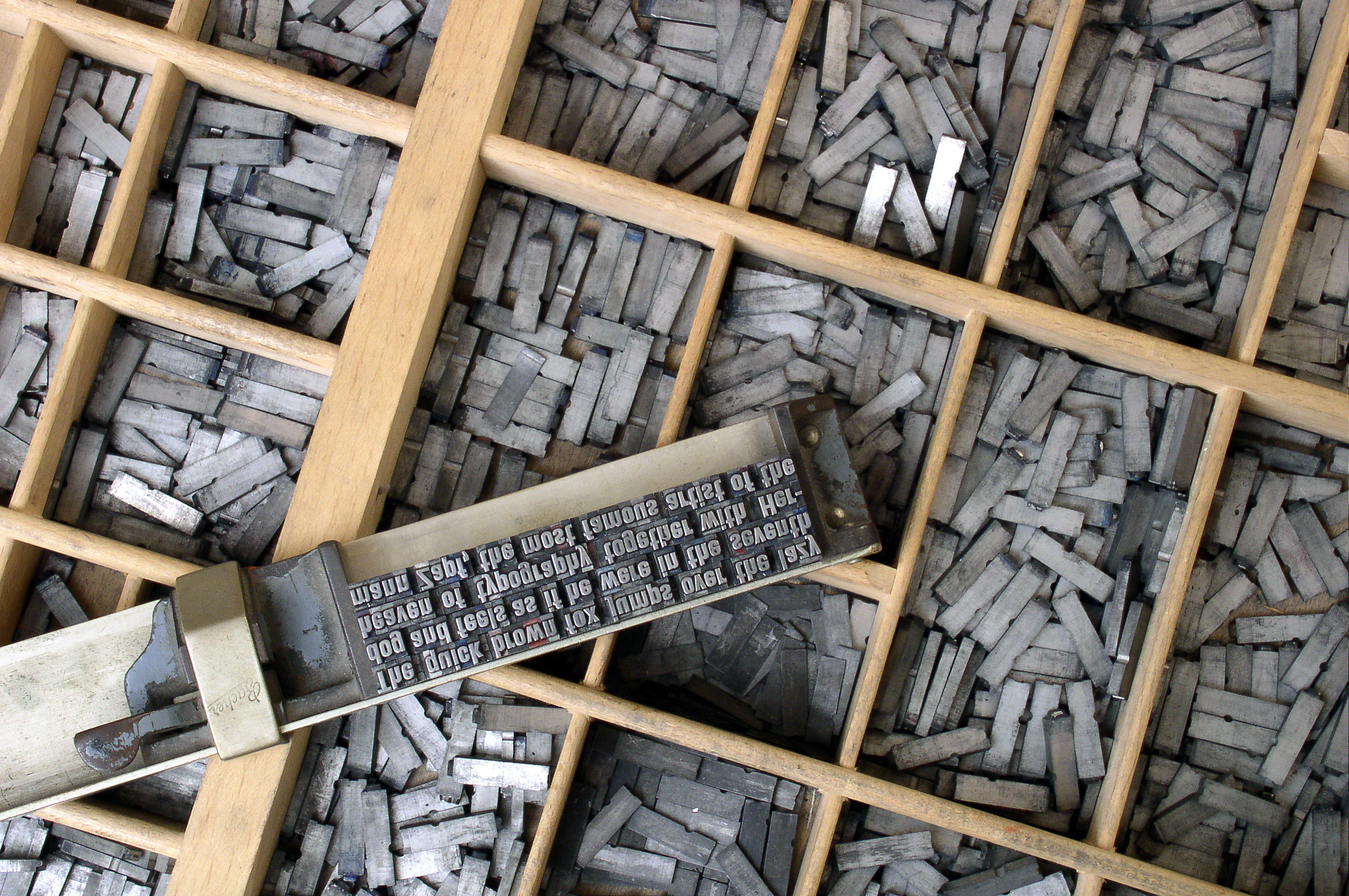
Der Satz The quick brown fox... wird in einer Druckerei mit einzelnen Metalltypen gesetzt.

Der Satz „The quick brown fox jumps over the lazy dog“ (‚Der schnelle braune Fuchs springt über den faulen Hund‘) mit 35 Buchstaben ist ein kohärentes und kurzes Pangramm des englischen Alphabets. Seine Benutzung wurde 1885 als „A quick brown fox jumps over the lazy dog“ (‚Ein schneller brauner Fuchs springt über den faulen Hund‘) mit 33 Buchstaben erstmals erwähnt. Er dient als meistbenutzter Test für Schreibmaschinen, Tastaturen und Schrifttypen und wurde 1988 von der ITU-T in drei verschiedenen englischsprachigen Versionen als Prüftext in der Empfehlung R.52 beschrieben. Auch „Jackdaws love my big sphinx of quartz“ (‚Dohlen lieben meine große Quarzsphinx‘) mit 31 Buchstaben wird oft benutzt ebenso wie „Pack my box with five dozen liquor jugs“ (‚Pack meinen Kasten mit fünf Dutzend Alkoholkrügen‘) mit 32 Buchstaben.

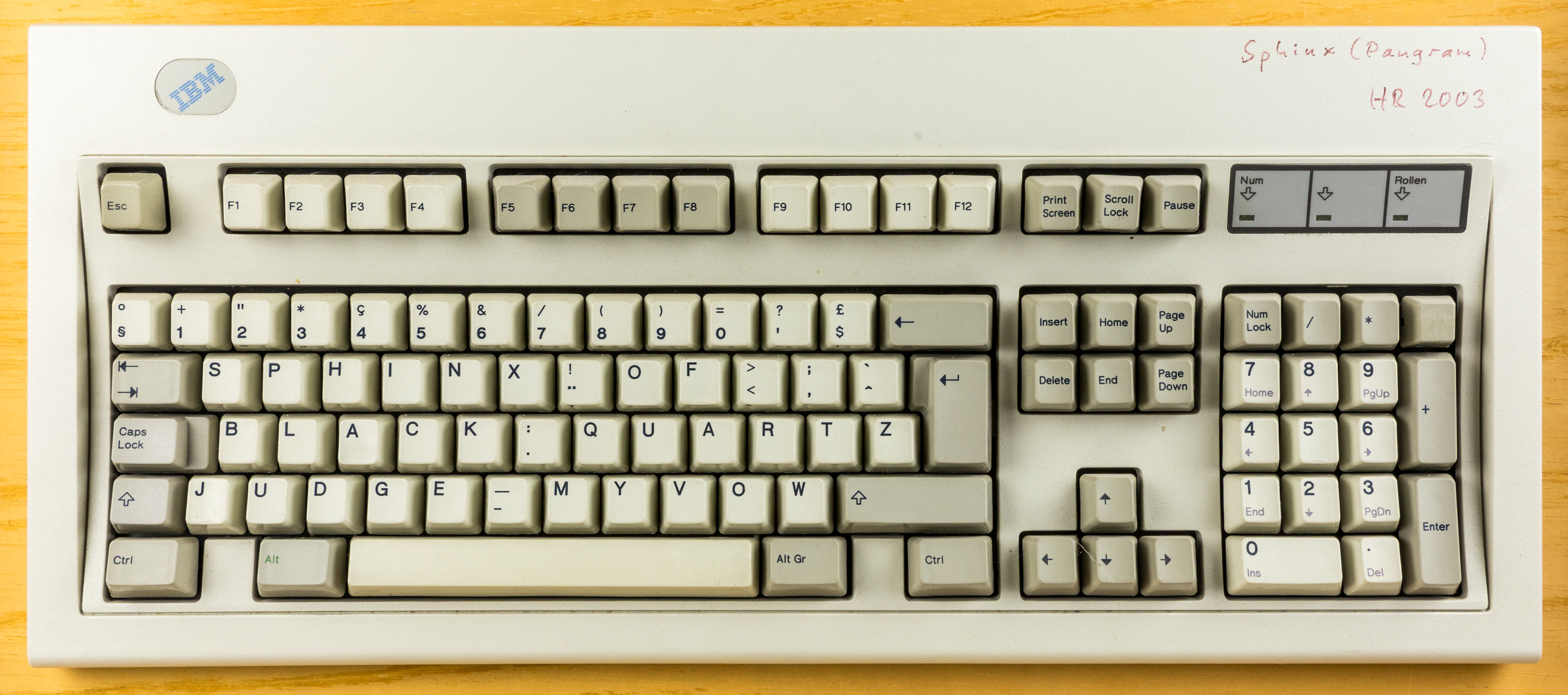
Pangramm Sphinx of black quartz judge my vow, realisiert als Tastaturbelegung (IBM Model M).

- „Sphinx of black quartz judge my vow.“ (29 Buchstaben)
- „The five boxing wizards jump quickly.“ (31 Buchstaben)
- „Five quacking Zephyrs jolt my wax bed.“ (31 Buchstaben)
- „A quick brown fox jumps over the lazy dog.“ (33 Buchstaben)
- „The quick brown fox jumps over the lazy dog.“ (35 Buchstaben)
- „Heavy boxes perform quick waltzes and jigs.“ (36 Buchstaben)
- „A quick movement of the enemy will jeopardize six gunboats.“ (49 Buchstaben)

### Französisch
Der von der ITU-T genannte französische Prüftext lautet „Voyez le brick géant que j’examine près du wharf“ („Seht nur die Riesenbrigg, die ich in der Nähe des Kais untersuche“), ebenfalls in drei Varianten. Auch „Portez ce vieux whisky au juge blond qui fume“ („Tragt diesen alten Whisky zum blonden rauchenden Richter“) mit 37 Buchstaben ist verbreitet. Ein Satz, in dem auch alle französischen Sonderzeichen enthalten sind (inklusive der äußerst seltenen æ, ü und ÿ), ist „Dès Noël où un zéphyr haï me vêt de glaçons würmiens, je dîne d’exquis rôtis de bœuf au kir à l’aÿ d’âge mûr & cætera !“ („Seit Weihnachten, als ein verhasster Zephyr mich mit würmzeitlichen Eiswürfeln einkleidete, speise ich vorzüglichen Rinderbraten mit gereiftem Ay-Champagner-Kir und so weiter!“).

### Lateinisch
- Duc, Zephyre exsurgens, durum cum flatibus aequor. (hexametrisch; ohne k und w, da diese Buchstaben im Lateinischen ungebräuchlich sind; ohne j und v, da diese Buchstaben im Lateinischen identisch mit i bzw. u sind; 41 Buchstaben)
- Adnexique globum Zypheri freta kana secabant. (hexametrisch; mit k, ohne j, v und w; 39 Buchstaben)
- Gaza frequens Libycum duxit Karthago triumphum. (mit k, ohne j, v und w; 41 Buchstaben)[6]

### Polnisch
- Stróż pchnął kość w quiz gędźb vel fax myjń. (35 Buchstaben)
= Die Aufsichtsbehörde hat den Würfel in das Quiz der Regierung, auch bekannt als Faxwaschanlage, geschoben.
- Pchnąć w tę łódź jeża lub ośm skrzyń fig. (32 Buchstaben: a–z ohne q, v, x, sowie die neun Sonderzeichen ą, ć, ę, ł, ń, ó, ś, ź und ż)
= Schieben Sie einen Igel oder acht Schachteln Feigen in dieses Boot.
- W niżach mógł zjeść truflę koń bądź psy. (32 Buchstaben)
= In tiefen Lagen könnte ein Trüffel von einem Pferd oder von Hunden gefressen werden.
- Zażółć gęślą jaźń (15 Buchstaben) ist das kürzeste bekannte Pangramm bezüglich nur der Sonderzeichen der polnischen Schreibsprache.
=Gilbe das Selbst mit der Gusle.

### Russisch
Das meistverbreitete Pangramm im Russischen lautet: „Съешь ещё этих мягких французских булок, да выпей чаю“ (In etwa „Iss noch mehrere dieser weichen französischen Brötchen und trink einen Tee.“) Es wird oft für die Darstellung von Schriftarten verwendet, obwohl in dem Satz der russische Buchstabe „ж“ fehlt. Es gibt eine Variante mit ähnlicher Bedeutung, in dem das „ж“ als Partikel же vorkommt („Съешь ещё этих мягких французских булок, да выпей же чаю“), und andere Pangramme, in denen alle 33 Buchstaben enthalten sind, wie z. B. „Эй, жлоб! Где туз? Прячь юных съёмщиц в шкаф“ („He, du Schuft, wo ist das Ass? Versteck die jungen Mieterinnen im Schrank!“).

### Slowenisch
- V kožuščku hudobnega fanta stopiclja mizar in kliče. (Im Pelzchen eines bösen Burschen trippelt ein Tischler und ruft an.)

### Spanisch
- Whisky bueno: ¡excitad mi frágil pequeña vejez! (Guter Whisky – errege mein zerbrechliches kleines Alter!)
- Extraño pan de col y kiwi se quemó bajo fugaz vaho. (Merkwürdiges Brot aus Kohl und Kiwi verbrannte unter flüchtigem Nebel.)

### Tschechisch
- Nechť již hříšné saxofony ďáblů rozezvučí síň úděsnými tóny waltzu, tanga a quickstepu. (Alle Buchstaben mit und ohne Diakritika, manche mehrfach.)
= Mögen die sündigen Saxophone der Teufel den Saal mit schrecklichen Tönen von Walzer, Tango und Quickstepp erklingen lassen.

### Ungarisch
Das meistverbreitete Pangramm im Ungarischen, das alle Buchstaben mit Akzent beinhaltet, lautet: „Árvíztűrő tükörfúrógép“ („Hochwasserbeständige Spiegelbohrmaschine“)

### Sonstige
Pangramme gibt es auch für andere Sprachen und Schriften, beispielsweise das japanische Iroha, ein Gedicht, das alle Silben des japanischen Hiragana zu seiner Entstehungszeit enthält.

## In EDV-Anwendungen

Deutscher Text in einem Schriftenbetrachtungsprogramm für GNOME, Schriftart Gill Sans

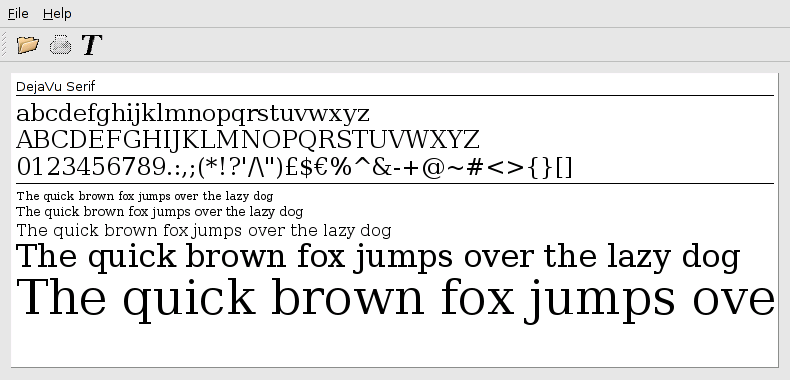
„The quick brown fox jumps over the lazy dog“ im Schriftarten-
betrachtungsprogramm für KDE, Schriftart DejaVu Serif

Pangramme dienen häufig als Beispieltexte, um verschiedene Schriftarten darzustellen und zu vergleichen. In Windows XP (englisch) und Windows Vista (englisch) zeigt die eingebaute Schriftanzeige („Font Viewer“) abhängig von den Eigenschaften der darzustellenden Schriftart einen der Sätze “The quick brown fox jumps over the lazy dog. 0123456789” oder “Jackdaws love my big sphinx of quartz. 0123456789”. In nicht-englischsprachigen Versionen von XP und Vista ist der erste Satz lokalisiert (im Deutschen z. B. als „Franz jagt im komplett verwahrlosten Taxi quer durch Bayern. 0123456789“, im Französischen als « Voix ambiguë d’un cœur qui au zéphyr préfère les jattes de kiwis. 0123456789 »), der zweite hingegen nicht.
Je nach Spracheinstellung in Microsoft Word werden durch Ausschreiben von =rand() und Drücken der Enter-Taste verschiedene Pangramme erzeugt. Wird in die Klammern zusätzlich eine Zahl gesetzt, wird der Satz entsprechend oft dargestellt, also =rand(n). Standardmäßig, also ohne Zahl, wird der Text fünf Mal dargestellt. Mit der Schreibweise =rand(n,m) kann mit dem einen Parameter die Anzahl der Darstellungen innerhalb einer Zeile vorgegeben werden und mit dem anderen die Anzahl der auszugebenden Zeilen. Ab Word 2007 muss zur Ausgabe des Pangramms =rand.old() eingegeben werden, bei Eingabe von =rand() wird ein Auszug aus der Hilfe wiedergegeben, gegliedert in drei Absätze.
Die grafische Benutzeroberfläche KDE verwendet als Schriftmuster das Pangramm „Falsches Üben von Xylophonmusik quält jeden größeren Zwerg“.

## Selbstdokumentierende Pangramme
Ein selbstdokumentierendes oder selbstbeschreibendes Pangramm ist ein Pangramm, das seine eigenen Buchstabenhäufigkeiten aufführt. Der erste englische Satz dieser Art stammt von Lee Sallows aus dem Jahr 1983:
This pangram lists four a’s, one b, one c, two d’s, twenty-nine e’s, eight f’s, three g’s, five h’s, eleven i’s, one j, one k, three l’s, two m’s, twenty-two n’s, fifteen o’s, two p’s, one q, seven r’s, twenty-six s’s, nineteen t’s, four u’s, five v’s, nine w’s, two x’s, four y’s, and one z.
Das vermutlich erste deutsche selbstdokumentierende Pangramm wurde 1997 veröffentlicht:
Dieser Satz besteht aus acht A, sechs B, sechs C, sieben D, fünfundvierzig E, acht F, vier G, neun H, fünfundzwanzig I, einem J, einem K, zwei L, elf M, achtundzwanzig N, einem O, einem P, einem Q, sieben R, dreizehn S, sieben T, sieben U, fünf V, vier W, einem X, einem Y, zehn Z, einem Ä, einem Ö, vier Ü und einem ẞ.

## Trivia
In dem Roman Ella Minnow Pea von Mark Dunn (2001) spielt das Pangramm “The quick brown fox jumps over the lazy dog” eine entscheidende Rolle: In einem fiktiven Staat lösen sich am Denkmal Nollops, des fiktiven Finders dieses Pangramms, nach und nach die Buchstaben ab, woraufhin der Gebrauch der entsprechenden Buchstaben verboten wird (siehe auch Leipogramm).